# Międzynarodowy Dzień Świadomości Jąkania
Międzynarodowy Dzień Świadomości Jąkania, Światowy Dzień Świadomości Jąkania, ISAD (od ang. International Stuttering Awareness Day), dawniej także: Światowy Dzień Osób Jąkających (się), Międzynarodowy Dzień (Osób) Jąkających się – święto obchodzone 22 października w celu zwrócenia uwagi społeczeństwa na skalę zjawiska, jakim jest jąkanie.  Ustanowione zostało w lipcu 1998 roku z inicjatywy Międzynarodowego Stowarzyszenia Osób Jąkających się (ISA, od ang. International Stuttering Association), podczas V Światowego Kongresu Osób Jąkających się w Johannesburgu (RPA). 
Obchody, którym patronuje ISA, odbywają się co roku pod innym hasłem.
| Rok  | Hasło w języku angielskim                               | Hasło w języku polskim                                |
| ---- | ------------------------------------------------------- | ----------------------------------------------------- |
| 1999 | Many languages, one voice                               | Wiele języków, jeden głos                             |
| 2001 | You are not alone                                       | Nie jesteś sam                                        |
| 2002 | Don't let stuttering stop you                           | Nie pozwól, by jąkanie cię powstrzymało               |
| 2003 | Stuttering Awareness is Every Day                       | Jąkanie się – chleb powszedni                         |
| 2004 | International Year of the Child Who Stutters            | Międzynarodowy Rok Dziecka Jąkającego się             |
| 2005 | Community vision for global action                      | Wizja globalnego działania wspólnoty                  |
| 2006 | Don't talk ABOUT us, talk WITH us                       | Nie mów o NAS, porozmawiaj z NAMI                     |
| 2007 | Stuttering Awareness – Global Community, Local Activity | Jąkający się: globalna komunikacja, lokalna aktywność |
| 2008 | Don't be afraid of stuttering                           | Nie bój się jąkania                                   |
| 2009 | More than a tangled tongue                              | Ponad splątany język                                  |
| 2010 | People who Stutter, Inspire                             | Ludzie jąkający inspirują                             |
| 2011 | Sharing Stories – Changing Perceptions                  | Dzielenie się przeżyciami – zmienianie wyobrażeń      |